# Demeton-O
Demeton-O ist eine chemische Verbindung aus der Gruppe der Thiophosphorsäureester.

## Gewinnung und Darstellung
Demeton-O kann durch Reaktion von 2-Hydroxyethylethylsulfid mit Diethylphosphorchloridthioat in Toluol in Gegenwart von wasserfreiem Natriumcarbonat und metallischem Kupfer gewonnen werden. Durch Isomerisierung entsteht in etwa eine 65:35-Mischung von Demeton-S und Demeton-O, wobei die Mischung der beiden Verbindungen als Demeton bezeichnet wird.

## Eigenschaften
Demeton-O ist eine farblose bis gelbliche Flüssigkeit, die wenig löslich in Wasser ist. Das technische Produkt hat einen unangenehmen Geruch nach Mercaptan.

## Verwendung
Demeton-O wird als Mischung mit Demeton-S als Insektizid und Akarizid gegen Milben, Blattläuse und Insekten wie die Weiße Fliege, Zikaden, Thripse und Minierfliegen verwendet.
In Deutschland, Österreich und der Schweiz sind keine Pflanzenschutzmittel mit diesem Wirkstoff zugelassen.